# Günther Baumgärtel
Günther Baumgärtel (* 2. Mai 1929 in Hagen; † 19. Juli 2007 ebenda) war ein deutscher Fußballschiedsrichter.
Der gelernte Kaufmann Baumgärtel begann 1948 seine Schiedsrichterkarriere. 1953 leitete er mit der Begegnung zwischen Rot-Weiss Essen und Bayer 04 Leverkusen sein erstes Spiel in der Oberliga West, der damals höchsten Spielklasse im deutschen Fußball. Bei der Gründung der Bundesliga gehörte er zu den Schiedsrichtern, von 1963 bis 1967 leitete er insgesamt 34 Bundesligaspiele. Als FIFA-Schiedsrichter war Baumgärtel zwischen 1961 und 1967 bei 2 A-Länderspielen und 37 Europapokalspielen im Einsatz. 1967 beendete er seine Schiedsrichterkarriere aus beruflichen Gründen.
1973 wurde er Schiedsrichter-Lehrwart des Fußballkreises Hagen und 1975 Schiedsrichter-Lehrwart im Fußball- und Leichtathletik-Verband Westfalen. Dort war er bis zuletzt, über mehr als 30 Jahre, eine weit über die Grenzen seines Fachgebiets hinaus bekannte und geschätzte Autorität. Als Mitbegründer des Online-Newsletters Schiedsrichter-Aktuell beschritt er zusammen mit seinem Lehrwartskollegen Karsten Jonsson einen neuen Weg. Seit dem 21. Dezember 2005 erscheinen regelmäßig die "Aktuellen Nachrichten für Schiedsrichter im FLVW", die Neuigkeiten aus Westfalen berichten.
Seinen reichen Erfahrungsschatz gab er jedoch nicht nur im FLVW weiter, sondern auch im Lehrstab des DFB, in den er 1981 berufen wurde, und als Mitglied im Schiedsrichterausschuss des Regionalverbandes WFLV.
Daneben war Baumgärtel 15 Jahre lang Staffelleiter der Fußball-Landesliga und 20 Jahre Hauptgeschäftsführer seines Vereins SSV Hagen.

## Weblink
- Datenbank zu den deutschen Schiedsrichtern